# 형개
형개(邢玠, 1540년 10월 26일 ~ 1612년 3월 17일)는 명나라의 정치인이다. 자는 식여(式如), 호는 곤전(崑田)이다. 산동성(山東省) 익도현(益都縣, 지금의 칭저우시) 출신이다.

## 생애
융경 5년(1571) 진사(進士)에 합격하였고, 밀운지현(密雲知縣)에 임명되었다. 만력 4년(1576) 3월 20일, 절강도어사(浙江道御史)로서 감찰어사(監察御史) 관함이 수여되었고, 같은달 24일 감숙순안어사(甘肅巡按御史)로 전직하였다. 만력6년(1578) 2월 16일, 절강순안어사에서 하남첨사(河南僉事)로 승진하였다. 만력10년(1582) 정월 3일, 섬서원마시소경(陝西苑馬寺少卿)에서 산서행태복시경겸첨사(山西行太僕寺卿兼僉事)로 승진하였다. 만력12년(1584) 8월 12일, 산서행태복시경겸첨사에서 산서우참정(山西右參政)으로 승진하였다. 만력13년(1585) 2월 7일, 산동참정(山東參政)에서 섬서참정겸첨사(陝西參政兼僉事)로 승진하였다. 만력18년(1590) 3월 11일, 섬서우포정겸첨사(陝西右布政兼僉事)에서 산서양화병비도(山西陽和兵備道)로 기보(起補)하였다. 같은해 9월 4일, 산서우포정사겸안찰사부사(山西右布政使兼按察使副使)에서 대동순무(大同巡撫)로 승진하였다. 만력21년(1593) 8월 11일, 남경병부우시랑(南京兵部右侍郞)으로 승진하였다. 만력22년(1594) 10월 15일, 남경병부좌시랑겸우첨도어사총독천귀군무(南京兵部左侍郞兼右僉都御史總督川貴軍務)로 임명, 파주(播州)의 양응룡(楊應龍)의 난을 진압하였다.
관작은 소보겸태자태보(小保兼太子太保)에까지 이르렀다. 만력 40년(1612) 음3월 8일, 73세로 사망하였다. 다음해인 만력41년(1613) 태보(太保)에 추증되었다.

## 임진왜란 참전 활동

### 임진왜란에 참전
만력 23년(1595) 조정에 돌아와 우도어사(右都御史)로 승진, 만력 25년(1597) 3월 29일 병부상서겸도찰원우부도어사총독계료보정군무겸리양향경략어왜(兵部尙書兼都察院右副都御史總督薊遼保定軍務兼理粮餉經略禦倭)에 임명되어 조선에 파견되었다.

### 울산성 전투 거짓 보고와 정응태 무고 사건
만력 26년(1598) 2월 5일, 가토 기요마사(加藤淸正) 군대가 주둔한 울산(蔚山) 도산성(島山城) 전투에서 조명연합군이 적장 100여명을 체포하거나 사살하였으며, 수급 1200여급을 얻는 등 왜적을 대파하였으며, 제독(提督) 마귀(麻貴)와 순무(巡撫) 양호(楊鎬)의 전공이 있었다는 형개의 보고가 북경에 도착하였다. 이는 바로 제1차 울산성 전투에 대한 승전보였으나, 사실 제1차 울산성 전투에서 조명연합군은 승리를 거두지 못하였다. 이로 인하여 조정에서 파견한 감찰관 정응태(丁應泰)가 양호 등을 탄핵하고 조선이 일본과 결탁했다는 주장을 펼치는 등 이른바 ‘정응태의 무고’ 사건이 발생하였다.
같은해 6월 4일, 병부동정찬획주사(兵部東征贊畫主事) 정응태는 울산성 전투에서 패전했음에도 조선경략요동순무(朝鮮經略遼東巡撫) 양호(楊鎬), 총병관(總兵官) 마귀(麻貴), 부장(副將) 이여매(李如梅)가 사실을 숨기고 보고하지 않았으며, 차보대학사(次輔大學士) 장위(張位)와 삼보대학사(三輔大學士) 심일관(沈一貫)이 양호와 비밀로 서신을 왕래하여 이를 은폐하기로 했다면서 이들을 탄핵하였다. 정응태가 탄핵한 내용을 구체적으로 살펴보면, 양호는 왜적에게 패하고 많은 군사를 잃자 수비 태세로 돌아섰고 패전 사실을 숨겼다는 것, 마귀는 군사를 버리고 도주하였음에도 사실을 은폐하였다는 것, 이여매는 수수방관하였다는 것, 장위는 양호와 함께 화복이해(禍福利害)를 같이 하겠다고 서신을 보낸 것, 심일관은 패전 상주문이 먼저 올라가게 되면 나중에 만력제의 사면이 있을 것, 어사(御史) 왕선안(汪先岸)이 양호를 계속 중임할 것을 황제에게 건의할 것이라고 양호에게 서신을 보낸 것 등이었다.
이에 장위와 심일관은 만력제에게 해명하고 자신들의 파면을 요청하였으나 만력제는 장위와 심일관을 유임시켰고, 양호를 탄핵시키는 한편 형개를 한양으로 파견하여 경략 직책을 계승하도록 하였다.
만력 27년(1599) 정월 25일, 정응태는 형개 등이 일본에 뇌물을 주고 나라를 팔아먹었으며 조선이 일본과 결탁하였다는 상주문을 올려 형개를 탄핵하였으나, 만력제는 정응태의 상주가 근거없다고 보고 각하하였다.

## 저서
- 『동정주의(東征奏議)』
- 『숭검록(崇儉錄)』